# Coptopterygidae
Coptopterygidae es una familia de insectos en el orden Mantodea, descrita por el entomólogo italiano Ermanno Giglio-Tos en 1915. Actualmente contiene dos géneros: Brunneria y Coptopteryx. 

## Especies
La familia Coptopterygidae contiene 6 especies del género Brunneria y 16 del género Coptopteryx (23 especies en total):

#### GéneroBrunneriaSaussure, 1869
- Brunneria borealis Scudder, 1896
- Brunneria brasiliensis Saussure, 1870
- Brunneria gracilis Giglio-Tos, 1915
- Brunneria grandis Saussure, 1870
- Brunneria longa Giglio-Tos, 1915
- Brunneria subaptera Saussure, 1869

#### GéneroCoptopteryxSaussure, 1869
- Coptopteryx argentina Burmeister, 1864
- Coptopteryx claraziana Saussure, 1869
- Coptopteryx constricta Rehn, 1913
- Coptopteryx gayi Blanchard, 1851
- Coptopteryx gracilis Giglio-Tos, 1915
- Coptopteryx inermis Werner, 1925
- Coptopteryx magna Giglio-Tos, 1915
- Coptopteryx mesomelas Saussure, 1871
- Coptopteryx parva Giglio-Tos, 1915
- Coptopteryx platana Giglio-Tos, 1915
- Coptopteryx pusilla Beier, 1935
- Coptopteryx rebrevipennis Beier, 1958
- Coptopteryx spinosa Giglio-Tos, 1915
- Coptopteryx thoracica Rehn, 1913
- Coptopteryx thoracoides Giglio-Tos, 1915
- Coptopteryx viridis Giglio-Tos, 1915